# Paweł Ganier d’Aubin
Paweł Ganier d’Aubin (zm. 4 listopada 1863) – francuski wojskowy, dowódca oddziału kosynierów w powstaniu styczniowym.

## Życiorys
Był oficerem francuskiego 23. Pułku Piechoty. Przybył wraz z grupą ochotników francuskich, aby wesprzeć powstanie w Polsce. Jako dowódca oddziału kosynierów wziął udział w wyprawie Edmunda Taczanowskiego.
Odznaczył się w obu bitwach pod Pyzdrami, walczył w bitwie pod Rudą Wieczyńską. Poległ w bitwie pod Wolą Cyrusową.